# Església dels Sants Joans de Rossell
L'església dels sants Joans de Rossell, dedicada a Sant Joan Baptista i Sant Joan Evangelista, d'estil barroc, és un temple catòlic situat al centre del clos antic de la població i seu d'una parròquia del bisbat de Tortosa.

## Història
Es coneix l'existència d'un temple des de la meitat del segle xiii, i la construcció d'un altar major el 1425, encarregat als germans Serra, de Tortosa. En canvi, no se sap gaire quantes modificacions o reedificacions tingué fins a la construcció del temple actual. Per les seues característiques tardobarròques amb presència clàssica sembla del segon quart del segle xviii, coincidint amb un important increment demogràfic. El campanar i la sagristía són posteriors, ja que el 5 de febrer de 1760 s'acorda la construcció amb Bernat Minguet.
La capçalera de l'església està adossada a les restes del recinte emmurallat de la vila. L'interior fou destruït quasi totalment durant la Guerra Civil i l'any 2000 es va repintar.

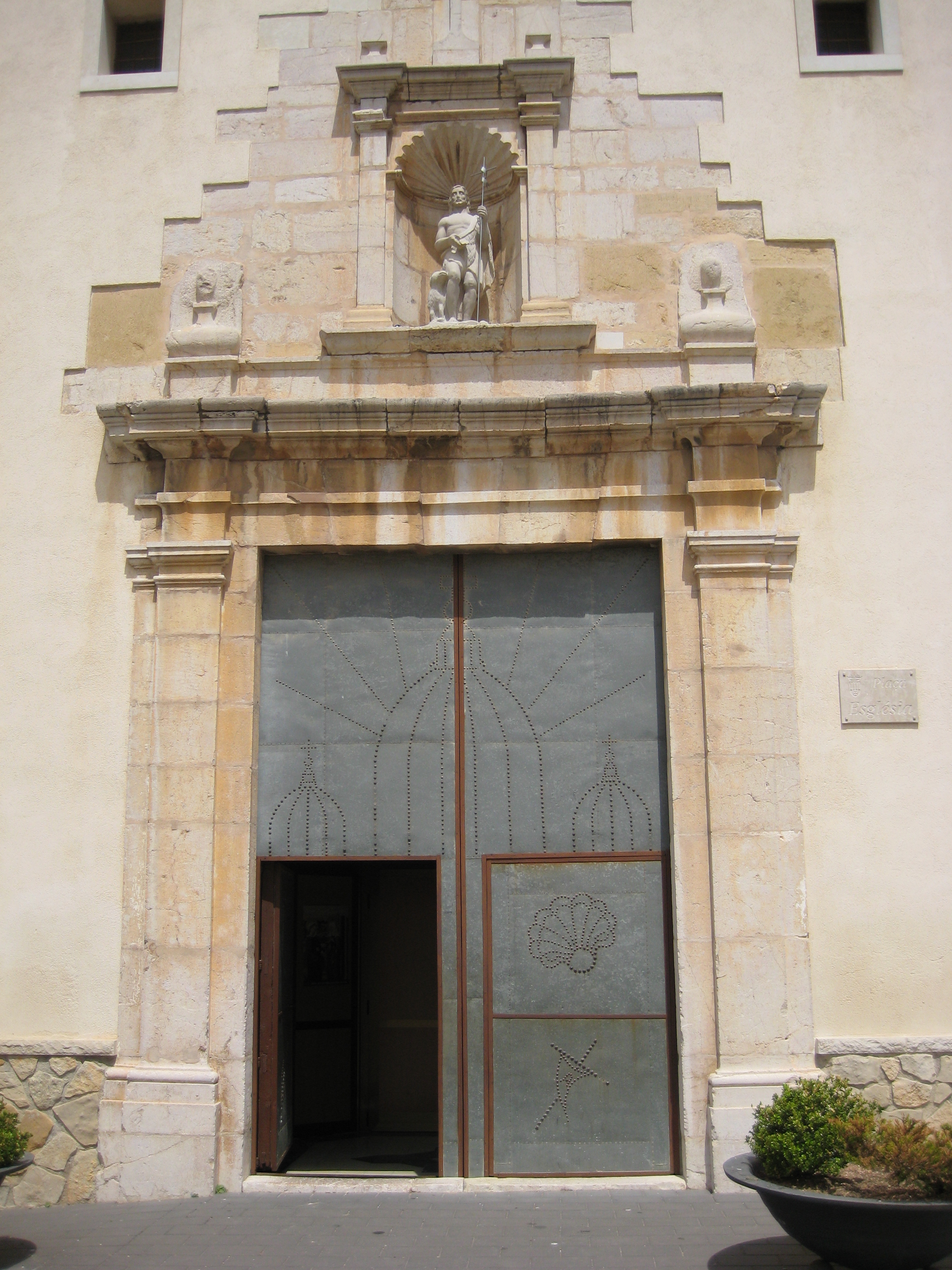
Portada

## Arquitectura

### Estructura
L'església és rectangular amb tres naus dividides en quatre trams mitjançant pilars i, capelles laterals entre els contraforts, sense creuer. La capçalera és plana amb la mateixa amplària que la nau central, i als costats, la sagristia i la capella de la Comunió. La coberta és de volta de canó amb llunetes, i en el pas entre els murs i la volta, es troba un entaulament que recorre tot el perímetre menys el centre de l'absis per deixar lloc al retaule.

### Portada

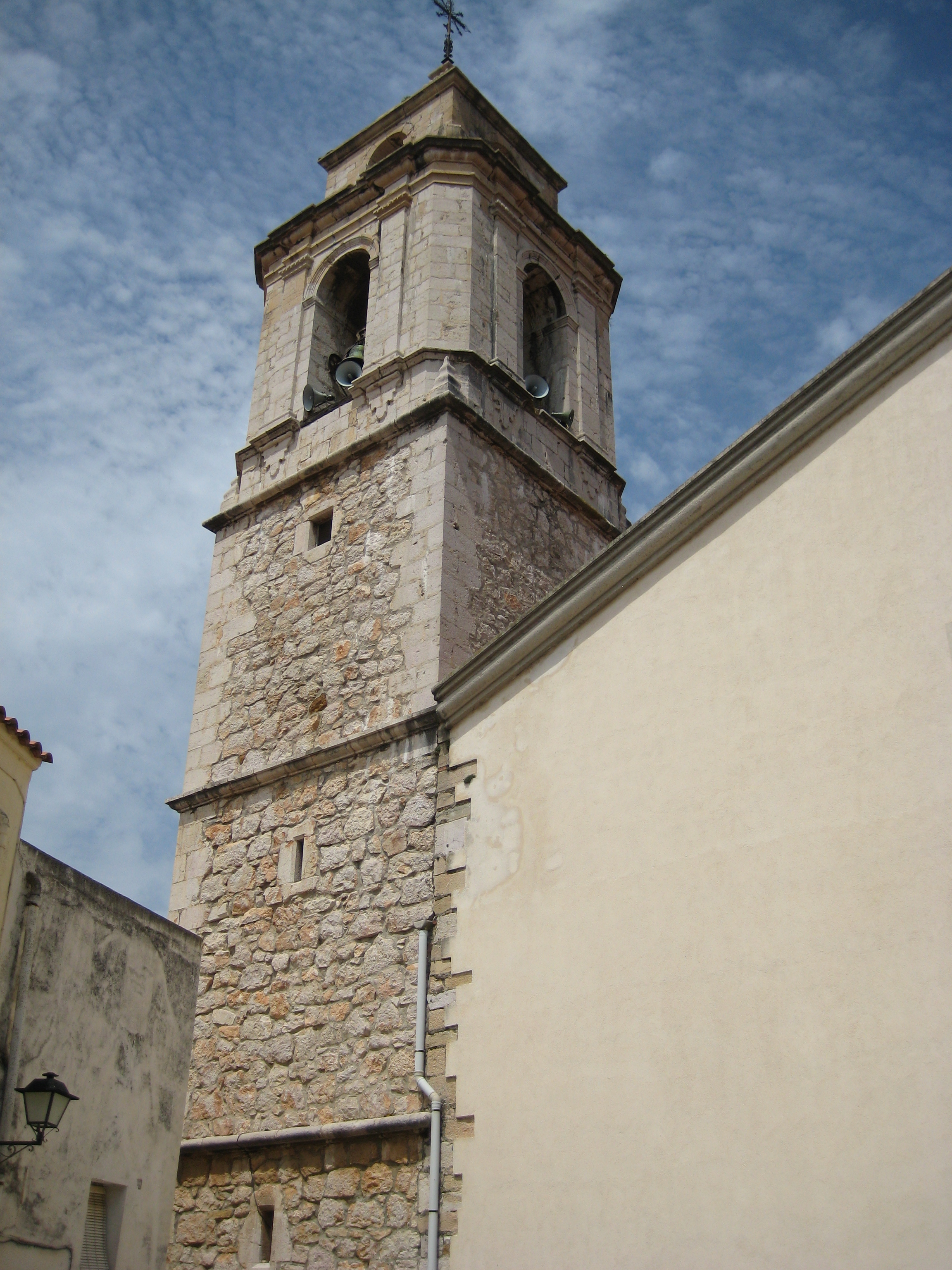
Torre campanar

La portada centra una façana rematada per una cornisa a dues aigües, i té adossada al costat de l'Evangeli la torre campanar. Aquesta portada, amb arc de llinda en l'obertura, està flanquejada per pilastres amb basament i capitell simples, que suporten un entaulament trencat. Per damunt, als extrems, seguint les pilastres inferiors, remats circulars, que emmarquen una fornícula apetxinada protegida per pilastres i entaulament, amb les mateixes característiques que les del cos inferior. I sobre aquest entaulament, uns pinacles adossats i al centre una creu. Dalt de la portada una finestra serveix per il·luminar la nau central.

### Campanar
De base quadrada i quatre cossos. Els tres cossos inferiors són massissos, de fust llis, les parets de pedra irregular, excepte els cantons de carreus, mentre el cos superior, el de les campanes, tot de carreus, presenta una obertura de mig punt en cada cara protegida per pilastres, i els cantons estan aixamfranats. Per damunt, un cos més estret, amb obertures en les quatre cares coberta per una piràmide corba.

## Tresor parroquial
- Dos retaules renaixentistes provinents de l'església de Bel, ambdós amb taula central, dos carrers laterals, àtic i predel·la, actualment situats als costats de l'altar major:[8]
  - El retaule de Sant Jaume (1570). A l'oli. De Sarinyena, pare de Joan Sarinyena, on destaca el pis principal, amb la imatge de Sant Jaume en el centre, i les de Sant Joan Baptista i Sant Antoni Abat, en els laterals.
  - El retaule de Sant Miquel i Sant Jeroni (1530). A la tèmpera. Destaca la predel·la, amb la representació dels cinc profetes, i l'àtic, amb la Santíssima Trinitat rodejada pel tetramorf.

- Creu processional major. De Gabriel Jaquers. D'argent sobredaurat, cisellat i repussat amb esmalts. El peu i el canó són del segle xiv, la creu és de 1443 i la magolla del segle xix. És una creu llatina amb braços rectes interromputs per medallons tetralobulats i acabaments flordelisades.[9]